# Alomya debellator
Alomya debellator är en stekelart som först beskrevs av Fabricius 1775.  Alomya debellator ingår i släktet Alomya och familjen brokparasitsteklar. Arten är reproducerande i Sverige. Inga underarter finns listade i Catalogue of Life.

## Bildgalleri

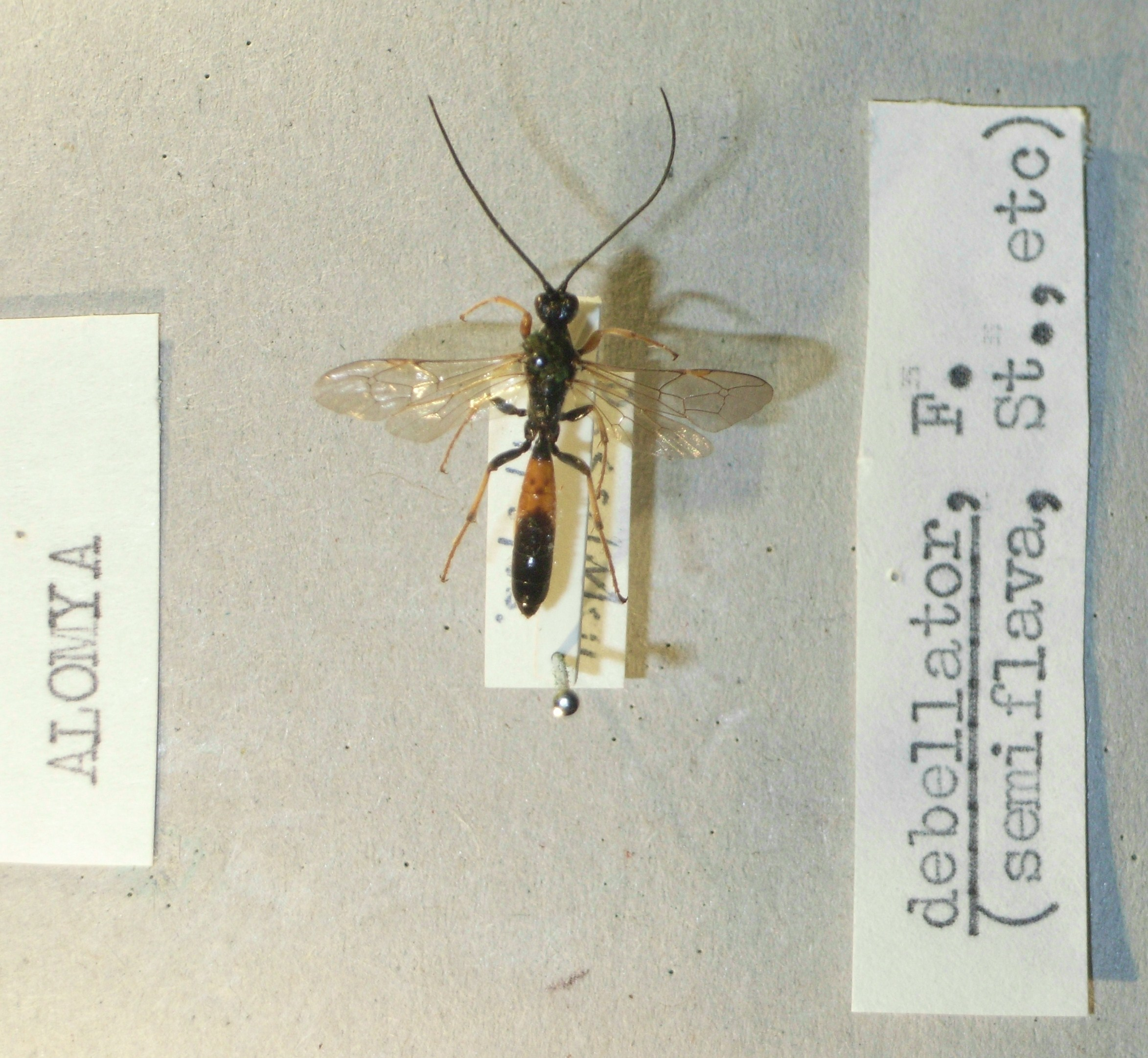
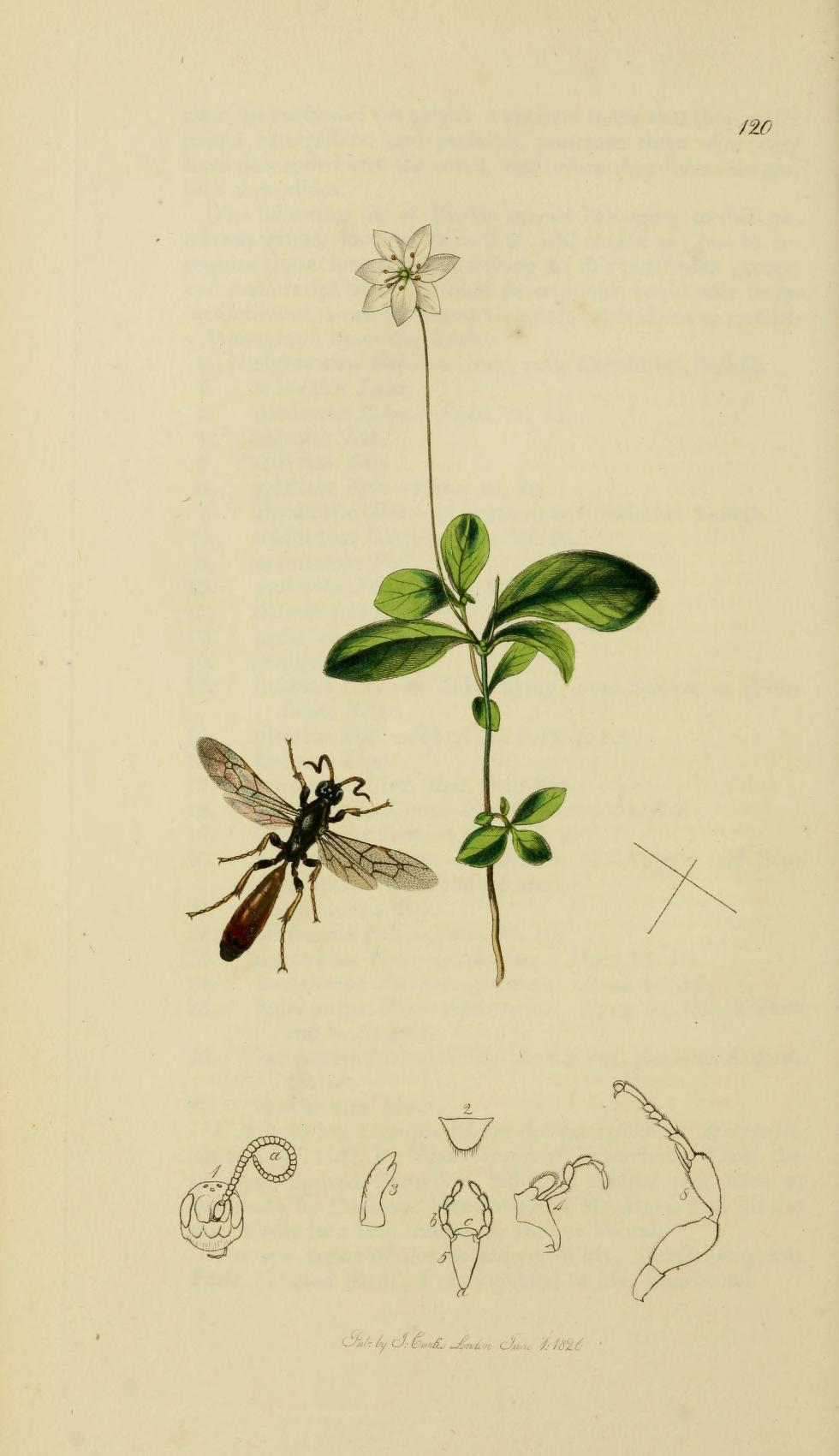